# Степове (Олексіївська сільська громада)
Степове — село в Україні, у Лозівському районі Харківської області. Входить до складу Олексіївської сільської громади. Населення становить 58 осіб. Колишній орган місцевого самоврядування — Картамиська сільська рада.

## Географія
Село Степове знаходиться на лівому березі річки Берека, вище за течією на відстані 4 км розташоване село Миколаївка, нижче за течією на відстані 1 км розташоване село Лозівське, на протилежному березі — село Бунакове. Селом тече Яр Михайлівський і впадає у річку Береку.

## Історія
1930 — дата заснування.
До 2016 року село носило назву Совєтське.

## Об'єкти соціальної сфери
- Школа.

## Люди
В селі народився Гома Олександр Петрович (нар. 1948) — художник монументально-декоративного мистецтва.